# S-101 (sous-marin)
Le S-101 (russe : C-101) est un ancien sous-marin d'attaque conventionnel de la marine soviétique de classe Srednyaïa mis en service en 1940 et décommissionné en 1956. Une copie de son kiosque sert de navire musée exposé à  Bor depuis 1975.

## Historique
Le bateau a été mis à l'eau le 20 juin 1937 à l'Usine n°112 Krasnoïé Sormovo à Gorky, lancé le 20 avril 1938 , est entré en service le 15 décembre 1940, et le 29 décembre 1940 est entré dans la flotte de la Baltique. En août 1941, il traversa le canal de la mer Blanche  pour intégrer de la Flotte du Nord .

### Service
Le S-101  a fait 12 campagnes militaires, a fait 16 attaques avec la libération de 43 torpilles. Le 24 mai 1945, il lui fut décerné l'Ordre du Drapeau Rouge pour l'exécution exemplaire des missions de combat du commandement au front de la lutte contre l'envahisseur allemand et pour la bravoure et le courage démontrés en même temps.
| Date         | Navire  | Nationalité    | Tonnage | Type                  |
| ------------ | ------- | -------------- | ------- | --------------------- |
| 29 mars 1943 | Ajax    | Reich allemand | 12297   | cargo (torpille)      |
| 28 août 1943 | U-639   | Kriegsmarine   | 769     | Sous-marin (torpille) |
| Total :      | Total : | Total :        | 3 066   |                       |

### Préservation
Le 17 février 1956, il est désarmé et mis hors service de la Marine.
Le 26 mars 1956, il a été transféré pour formation à une division distincte du service de sauvetage d'urgence de la flottille de la mer Blanche de la flotte du Nord, où il a été utilisé pour former les plongeurs.
En 1957 , il a été démantelé pour le métal à Mourmansk. Une copie du kiosque du sous-marin S-101 a été installée comme monument au musée de l'équipement militaire de la ville de Bor, dans la région de Nijni Novgorod.